# Баран Осип Семенович
Бара́н О́сип Семе́нович (нар. 1902, Рай, нині Бережанського району Тернопільської області— р. см. невід., США) — український військовик, інженер-лісівник, громадський діяч. Військовик УГА, член УВО й ОУН. В'язень польської тюрми.
Відповідно до українського законодавства є борцем за незалежність України у XX столітті.

## Життєпис
Народився у сім’ї сільського господаря, ініціатора заснуваннячитальні «Просвіти» у Раю Семена Барана. Початкову освіту здобував у рідному селі, згодом навчався у Бережанській гімназії яку і закінчив. Продовжив студії у Львівській політехніці на лісотехнічному факультеті. Із середини 1920-х рр. брав активну участь у громадському житті – став співорганізатором товариства «Луг» у Бережанах, організовував лугові вишколи. Ще під час навчання захопився фотоаматорством, був членом студентського товариства «Основа» Львівської політехніки, очолював гурток світливців при товаристві.
В подальшому приєднався до Української військової організації та Організації українських націоналістів, 1931 р. постав перед судом за звинуваченням у «державній зраді» і був засуджений до шести місяців ув’язнення.
Пізніше займався торговельною діяльністю, мав гуртівню мішаних товарів. 1938 р. очолював філію «Союзу українських купців» у Бережанах, долучився до започаткування філії «Маслосоюзу». Працював інженером у Раївському лісництві, заклав у Бережанах плодовий сад для промислового використання. Також провадив драматичний гурток у рідному селі.

14 липня 1924 року подав заяву до УГА в Подєбрадах. У «Перебігу життя» зазначав:
«1 листопада вступив як доброволець в ряди УГА. Тут, переживаючи з нею злі і добрі хвилі, служив їй вірно аж до її упадку. По повороті додому зложив іспит зі семої кляси в р. 1921/1922. А в році 1922/1923— іспит зрілости в державній гімназії в Тернополі. В році 1923/1924 записуюся на Українську високу технічну школу у Львові, де серед боротьби за огнище своєї рідної культури довелося насидітися в польській тюрмі».
5 серпня 1924 року був зарахований на агрономічно-лісовий відділ студентом 2-ї категорії — очевидно, без стипендії, що, напевно, змусило його відмовитися від мрії про навчання. Працював інженером у Раївському лісництві; заклав у Бережанах плодовий сад для промислового використання.
1941 р. емігрував на Захід, від 1949 р. проживав у США, в Нью-Йорку. Там долучився до комітету з підготовки збірника «Бережанська земля» й входив до його редакційної колегії. Співорганізатор комітету «Видавництво Бережани» та збору коштів для збірника «Бережанська Земля» (1970 р.).